# Somogyi László Gábor
Somogyi László Gábor (Margitta, 1976. május 23. –) magyar festő és szobrászművész,  művésztanár, művelődésszervező, rendezvényszervező. 

## Élete és munkássága
Gyermekkorát a partiumi Érsemjénben töltötte. A helyi általános iskolában végzett tanulmányait követően a nagykágyai majd a székelyhídi Petőfi Sándor Gimnáziumban érettségizett. 1994–1999 között a nagyváradi Francisc Hubik Népművészeti Iskola festészet szakát kitűnő eredménnyel zárta, majd a katonai szolgálatot követően felvételt nyert a Nagyváradi Egyetem Képzőművészeti Karára, művészetpedagógia szakra, ahol 2004-ben diplomázott. A diplomaszerzést követően is folyamatosan képezte magát (Nagyváradi Egyetem szobrászat szak és oktatási intézményvezetői szak; Nyíregyházi Főiskola személyügyi és művelődésszervező szak). Az egyetemi évek alatt képzőművészet valamennyi ágát megismerte: szobrászat, festészet, kerámia, iparművészet (szövés, fazekasság, bútorfestés), grafika, ikonfestés és monumentális festészet (mozaikkészítés, templomfestés). Mesterei ez idő alatt: Dumitru Aurel festőművész (Balázsfalva), Heredea Florian festőművész (Nagyvárad), Paina Dumitru szobrászművész (Arad), Abrudan Cornel képzőművész (monumentális festészet, mozaikkészítés, freskófestés, seccofestés, vitrálkészítés). Somogyi László Gábor 2001-től folyamatosan tanít a Partium és a Hajdúság településein (Bagamér, Érsemjén, Fülöp, Kokad, Nyírábrány, Nyírmártonfalva, Vámospércs) rajzot, művészettörténetet, szövést, korongozást, üvegfestést, batikolást, festészetet, kosárfonást és grafikát. Tanítványai helyi, megyei és országos versenyeken is kiemelkedő eredményeket érnek el. A képzőművészet mellett színjátszással is foglalkozik. Tagja volt a nagyváradi Fintorgó Színjátszó Csoportnak és a SO-HA Társulatnak, a debreceni Alföld Színpadnak, 2015-ben vezetésével alakult meg Vámospércsen a Fintorgó Gyermek Színjátszó Csoport. Az elmúlt 15 évben számos darabban játszott komédiáktól tragédiákig. 2000-től rendszeresen részt vesz országos és nemzetközi szavaló- és mesemondóversenyeken, amelyeken kiemelkedő eredményeket ért el. Tagja és szólistája az Aranypáva-díjjal minősített Vámospércsi Népdalkörnek.

## Közéleti tevékenység
2007-ben megválasztják a Pircsike Vámospércsi Közművelődési Egyesület elnökének. Az Egyesület élén kiállításokat, kirándulásokat, szavalóversenyeket, bálokat, hagyományőrző foglalkozásokat, színdarabokat, szakköröket szervez és vezet. Az Egyesület egyik büszkesége a Művésznők Nemzetközi Képzőművészeti Tábora, amelyre Európa több országából érkeznek hölgyek Vámospércsre. 2019-től Vámospércs város kulturális alpolgármestere.

## Díjai
Bagamér Közművelődéséért Díj (2006)
Vámospércs Közművelődéséért Díj (2016)
Kölcsey-díj (2017)
Bagamér Nagyközségért Díj (2019)
Összetartozunk Díj 2023 (Szilágybagos-Vámospércs)

## Csoportos kiállításai
Nagyvárad (Városi Könyvtár, Állami Színház, PNL Székház, Árkádia Bábszínház, Kis Galéria, Tibor Ernő Galéria, Körösvidéki Múzeum), Nemesvámos, Debrecen Szatmárnémeti, Balázsfalva, Monok, Kolozsvár, Székelyhíd, Érmihályfalva, Bagamér, Vámospércs, Érsemjén, Hortobágy, Tiszafüred, Nagykároly. 

## Egyéni kiállításai
Nagyvárad, Érmihályfalva, Érsemjén, Vámospércs, Debrecen, Nagycsere, Bagamér.
Több templomban találhatóak alkotásai: Rabagány (freskó), Zilah (secco), Bagamér (secco, gyóntató kápolna festése), Kokad (restaurálási munkák a szentélyben), Álmosd (restaurálási munkák a szentélyben), Debrecen Jézus Szíve templomban (három monumentális festmény a templom főhomlokzatán), Nyírmártonfalva (monumentális ikonsorozat), fülöpi Római Katolikus Templom festése, Nagyvárad (Kanonokról készült portré sorozat). A Vámospércsi Művésztelep, a Hortobágyi Káplár Miklós Nemzetközi Művésztelep tagja.